# 藤本怜央
藤本 怜央（ふじもと れお、1983年9月22日 - ）は車椅子バスケットボール選手。静岡県島田市生まれ。ポジションはセンター。ドイツ・ブンデスリーガのRSV Lahn Dill所属、 日本では「宮城MAX」所属。車いすバスケットボール男子日本代表選手。

## 来歴
9歳の時、交通事故で右脚のひざから下を失う。高校生の時まで義足でバスケットボールをしていた。高校3年生のとき、静岡のチームにスカウトされ車いすバスケットボールを始める。翌年、東北福祉大学進学後、宮城MAXに加入。
宮城MAXでは、日本車いすバスケットボール選手権大会11連覇に貢献。2015年からは毎シーズン、ドイツ・ブンデスリーガの「BGハンブルク」でもプレーし 、2021年に香西宏昭も所属するRSV Lahn-Dillに移籍。
また、車いすバスケットボール男子日本代表に選ばれ、2004年アテネパラリンピックでパラリンピックに初出場。2005年、U23世界選手権で準優勝。以降も日本代表に選ばれ続け、2008年北京、2012年ロンドン、2016年リオデジャネイロ、2020年東京と、5大会連続でパラリンピックに出場している。リオデジャネイロではキャプテンを務めた。
車いすテニスの国枝慎吾とは同級生で、親交もある。また雑誌で対談も行ったことがある。

## 日本代表歴
- 2004 アテネパラリンピック 8位
- 2005 U23世界選手権 準優勝
- 2008 北京パラリンピック 7位
- 2012 ロンドンパラリンピック 9位
- 2016 リオデジャネイロパラリンピック 9位
- 2021 東京パラリンピック 2位